# Diurèse
La diurèse est la production de l'urine dans son ensemble, de façon qualitative et quantitative.
La diurèse forcée est utilisée dans le domaine médical pour traiter certaines intoxications. Elle permet d’excréter certaines molécules par voie rénale. Le patient est mis sous diurétiques et on lui apporte une quantité importante de liquide en perfusion afin de renouveler rapidement l'eau de l’organisme.

## Diurèse normale
D'un point de vue qualitatif, la diurèse fait référence :
- à la composition de l'urine : eau, ions, composés organiques, etc. ;
- à l'ensemble du trajet de l'urine : formation de l'urine au niveau du rein, transport par l'uretère, stockage dans la vessie et enfin élimination de cette urine à travers l'urètre lors de la miction.

D'un point de vue quantitatif, on parle de débit urinaire (exprimé en général en L/jour, mL/jour ou mL/min). Les termes débit urinaire et débit de diurèse sont synonymes.
Un débit urinaire normal est compris entre 800 mL et 1 500 mL par jour. Cette valeur dépend de la quantité d'eau absorbée.

## Troubles de la diurèse
Lors d'affections rénales, la diurèse est perturbée :
- polyurie : diurèse supérieure à 2,5 L par jour ;
- oligurie : diurèse inférieure à 600 mL par jour ;
- anurie : diurèse nulle ou inférieure à 100 mL par jour ;
- diurèse osmotique ;
- diurèse hydrique.

## Termes dérivés
La diurèse peut être relative à l'élimination d'une substance urinaire donnée.
Exemple : la diurèse sodique correspond à l'excrétion de sodium à travers l'urine. Il faut lui préférer le terme de natriurèse.

## Sources
- Garnier Delamar, Dictionnaire Illustré des Termes de Médecine, Maloine
- Définition de "diurèse" du grand dictionnaire terminologique
- CiSMeF